# Bundestagswahl 2009
- Linke: 76
- SPD: 146
- Grüne: 68
- Union: 239
- FDP: 93

- Regierung: 332
- Opposition: 290

Die Wahl zum 17. Deutschen Bundestag fand am 27. September 2009 statt.
Die Unionsparteien und die FDP erreichten zusammen die notwendige Mehrheit für die von beiden Seiten angestrebte Bildung einer schwarz-gelben Koalition. Während die Oppositionsparteien der vorherigen Legislaturperiode FDP, Die Linke und Bündnis 90/Die Grünen deutlich Stimmen hinzugewannen und die besten Ergebnisse ihrer jeweiligen Parteigeschichte erzielten, fielen die Parteien der regierenden großen Koalition in der Wählergunst auf ein historisches Tief. Die SPD erzielte ihr bis zu diesem Zeitpunkt schlechtestes Bundestagswahlergebnis überhaupt, CDU und CSU ihr jeweils schlechtestes nach der ersten Bundestagswahl 1949. Die Piratenpartei trat 2009 erstmals zur Bundestagswahl an und erreichte mit zwei Prozent das beste Ergebnis unter den Kleinparteien. Die Wahlbeteiligung war mit 70,78 Prozent die niedrigste seit Bestehen der Bundesrepublik und die niedrigste bei einer Wahl zu einem deutschen Nationalparlament nach 1898.

## Wahlrecht

### Mitgliederzahl des 17. Deutschen Bundestags
§ 1 des Bundeswahlgesetzes (BWahlG) gab für den 17. Deutschen Bundestag – vorbehaltlich abweichender Regelungen (beispielsweise Überhangmandate und Listenerschöpfung) – eine Stärke von 598 Abgeordneten vor. Eine Wahlgesetzänderung zur Beseitigung der im Urteil des Bundesverfassungsgerichts vom 3. Juli 2008 zum negativen Stimmgewicht für verfassungswidrig erklärten Regelungen der Sitzverteilung durch parteiinterne Kompensation von Überhangmandaten wurde zuvor am 3. Juli 2009 mit Stimmen der CDU, CSU, SPD und FDP abgelehnt.

### Grundzüge des Wahlsystems
Die Abgeordneten des 17. Deutschen Bundestages wurden in einer personalisierten Verhältniswahl in 299 Wahlkreisen gewählt. Wahlberechtigt waren am Wahltag rund 62,2 Millionen Bürger. Jeder Wähler hatte zwei Stimmen: Mit seiner Stimme für die Landesliste bestimmte er – mit Ausnahme der Abweichungen durch Überhangmandate –, mit welcher Stärke die von ihm gewählte Partei im Bundestag vertreten sein würde (rechte Spalte des Stimmzettels, so genannte Zweitstimme). Mit der Stimme für den Kandidaten bestimmte er direkt den Abgeordneten seines Wahlkreises (linke Spalte des Stimmzettels, so genannte Erststimme). Die genaue Mandatszuteilung erfolgt nach Sainte-Laguë/Schepers.

### Änderung der Wahlkreiseinteilung
Da die Zahl der Wahlkreise in den einzelnen Ländern deren Bevölkerungsanteil so weit wie möglich entsprechen muss und sich vor allem wegen der anhaltenden Binnenwanderung die Bevölkerungszahl in den neuen Bundesländern reduzierte, wurden mit Gesetz vom 17. März 2008 31 der 299 Wahlkreise neu abgegrenzt. Die Länder Sachsen-Anhalt und Sachsen erhielten jeweils einen Wahlkreis weniger, Niedersachsen und Baden-Württemberg jeweils einen mehr als zuvor. In Ländern mit regelmäßig vielen Direktmandaten für eine Partei und daraus resultierenden Überhangmandaten (Baden-Württemberg, Sachsen, Sachsen-Anhalt) senkte eine geringere Zahl an Wahlkreisen die Wahrscheinlichkeit des Entstehens von Überhangmandaten, während eine Erhöhung der Wahlkreiszahl dieses erhöhte. So konnte die Wahlkreisänderung zwischen den Ländern auf die Zahl und die Verteilung der Sitze im Bundestag einwirken.
Siehe auch: Liste der Bundestagswahlkreise 2009

## Organisation

### Termin
Als Tag der Bundestagswahl wurde der 27. September 2009 durch Anordnung des Bundespräsidenten vom 4. Januar 2009 bestimmt (BGBl. I S. 2). Zuvor hatte das Bundesministerium des Innern am 4. September 2008 nach Absprache mit den Ländern bekanntgegeben, dass es diesen Termin vorschlagen würde;
das Bundeskabinett hatte am 10. Dezember 2008 zugestimmt.

Am selben Tag fanden die vorgezogene Landtagswahl in Schleswig-Holstein sowie die regulär angesetzte Landtagswahl in Brandenburg statt.

### Wahlhelfereinsatz
Am Wahltag sollten bundesweit rund 630.000 ehrenamtliche Wahlhelfer in 90.000 Wahlvorständen eingesetzt werden. Das gesamte Bundesgebiet war in ca. 80.000 Urnen- und 10.000 Briefwahlbezirke aufgeteilt.

### Wahlbeobachtung durch die OSZE
Erstmals entsandte die Organisation für Sicherheit und Zusammenarbeit in Europa (OSZE) auf Einladung der Bundesregierung von Mitte September bis Anfang Oktober ein Team von fünfzehn Wahlbeobachtern aus dreizehn OSZE-Staaten unter Leitung des Schweizer Diplomaten Gérard Stoudmann nach Deutschland zur Beobachtung der Bundestagswahl. Diese Experten besuchten alle sechzehn Bundesländer, beobachteten aber nicht die zeitgleich stattfindenden Landtagswahlen in Brandenburg und Schleswig-Holstein. Die Beobachtung von Wahlen durch die OSZE in Westeuropa gilt als normaler Standard und hat keinen konkreten Zusammenhang mit der Nichtzulassung einiger Kleinparteien, die bei dieser Wahl allerdings einer der betrachteten Aspekte war.
In ihrem Abschlussbericht zieht die OSZE ein überwiegend positives Fazit. Das Fehlen von Einspruchsmöglichkeiten bei einer Rechtsbehörde vor der Bundestagswahl kritisierte sie hingegen, ebenso wie die unspezifischen und nicht messbaren Kriterien für die Zulassung von Parteien zur Wahl durch den Bundeswahlausschuss.

## Parteien

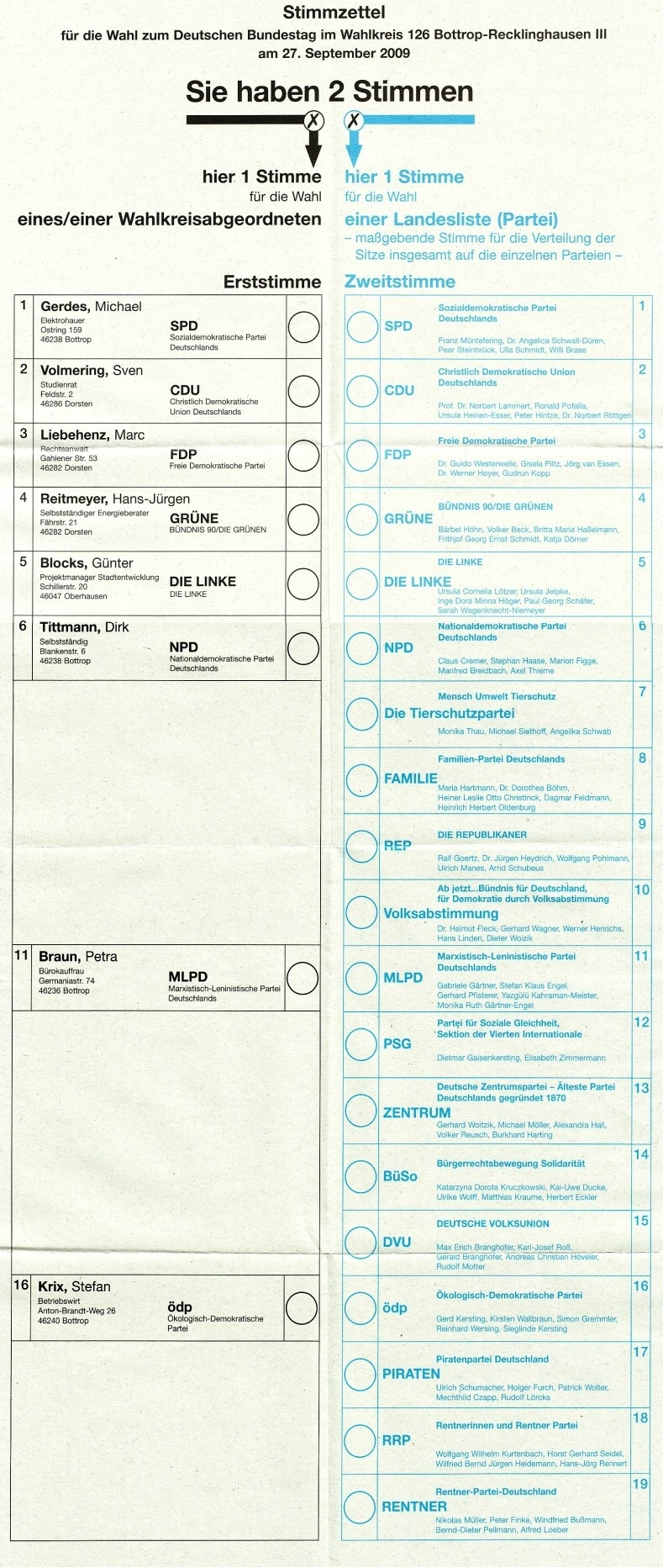
Stimmzettel in Nordrhein-Westfalen (Wahlkreis 126: Bottrop-Recklinghausen III).

Zur Wahl traten insgesamt 27 Parteien mit Landeslisten an.
Wahlvorschläge durften Parteien einreichen, die
- seit der vorherigen Wahl durchgehend mit mindestens fünf Abgeordneten im Bundestag vertreten waren (SPD, CDU, FDP, Linke, Grüne, CSU)
- seit der letzten Wahl durchgehend mit mindestens fünf Abgeordneten in einem Landesparlament vertreten sind (dieselben Parteien wie oben sowie NPD, DVU)
- oder vom Bundeswahlausschuss als Parteien anerkannt wurden (siehe auch Liste der nicht zur Bundestagswahl 2009 zugelassenen politischen Vereinigungen).

Über die Anerkennung als Partei entschied der Bundeswahlausschuss in seiner ersten Sitzung am 17. Juli 2009; von 49 politischen Vereinigungen und Parteien, die ihre Beteiligung bis zum Ablauf der Einreichungsfrist anzeigten, wurden 21 als Parteien anerkannt.
Die Parteien hatten bis zum 23. Juli 2009 um 18 Uhr ihre Wahlvorschläge (Landeslisten und Kreiswahlvorschläge) einzureichen, über deren Zulassung die Landes- beziehungsweise die Kreiswahlausschüsse am 31. Juli 2009 entschieden. Die als Partei anerkannte Demokratische Volkspartei Deutschlands (DVD) reichte keine Landeslisten ein. Insgesamt wurden Landeslisten von 27 Parteien zugelassen (z); einzelne Landeslisten kleinerer Parteien wurden abgewiesen (a), darunter auch die 14 Landeslisten der Freien Union. Die meisten Landeslisten wurden mit jeweils 19 in Bayern und Nordrhein-Westfalen zugelassen; in Mecklenburg-Vorpommern, Sachsen und Sachsen-Anhalt stellten sich hingegen nur jeweils neun Parteien zur Wahl auf.
| Partei            | Partei                                                                  | BW | BY | BE | BB | HB | HH | HE | MV | NI | NW | RP | SL | SN | ST | SH | TH | Anzahl zugelassen |
| ----------------- | ----------------------------------------------------------------------- | -- | -- | -- | -- | -- | -- | -- | -- | -- | -- | -- | -- | -- | -- | -- | -- | ----------------- |
|                   | Christlich Demokratische Union Deutschlands (CDU)                       | z  |    | z  | z  | z  | z  | z  | z  | z  | z  | z  | z  | z  | z  | z  | z  | 15                |
|                   | Christlich-Soziale Union in Bayern (CSU)                                |    | z  |    |    |    |    |    |    |    |    |    |    |    |    |    |    | 1                 |
|                   | Sozialdemokratische Partei Deutschlands (SPD)                           | z  | z  | z  | z  | z  | z  | z  | z  | z  | z  | z  | z  | z  | z  | z  | z  | 16                |
|                   | Freie Demokratische Partei (FDP)                                        | z  | z  | z  | z  | z  | z  | z  | z  | z  | z  | z  | z  | z  | z  | z  | z  | 16                |
|                   | Die Linke                                                               | z  | z  | z  | z  | z  | z  | z  | z  | z  | z  | z  | z  | z  | z  | z  | z  | 16                |
|                   | Bündnis 90/Die Grünen (GRÜNE)                                           | z  | z  | z  | z  | z  | z  | z  | z  | z  | z  | z  | z  | z  | z  | z  | z  | 16                |
|                   | Nationaldemokratische Partei Deutschlands (NPD)                         | z  | z  | z  | z  | z  | z  | z  | z  | z  | z  | z  | z  | z  | z  | z  | z  | 16                |
|                   | Freie Wähler                                                            | z  | z  | z  | z  | z  | z  | z  | z  | z  | z  | z  | z  | z  | z  | z  | z  | 16                |
|                   | Piratenpartei Deutschland (PIRATEN)                                     | z  | z  | z  | z  | z  | z  | z  | z  | z  | z  | z  | z  |    | z  | z  | z  | 15                |
|                   | Deutsche Volksunion (DVU)                                               | z  | z  | z  | z  | z  | z  | z  |    | z  | z  | z  |    |    | z  | z  |    | 12                |
|                   | Die Republikaner (REP)                                                  | z  | z  | z  | z  | z  |    | z  | z  |    | z  | z  |    | z  |    |    | z  | 11                |
|                   | Ökologisch-Demokratische Partei (ödp)                                   | z  | z  | z  |    |    | z  |    |    | z  | z  | z  |    |    |    |    | z  | 8                 |
|                   | Bürgerrechtsbewegung Solidarität (BüSo)                                 | z  | z  | z  | z  |    |    | z  |    |    | z  |    |    | z  |    |    |    | 7                 |
|                   | Partei Mensch Umwelt Tierschutz (Die Tierschutzpartei)                  | z  | z  | z  |    |    |    | z  |    | z  | z  |    |    |    |    |    |    | 6                 |
|                   | Rentnerinnen- und Rentner-Partei (RRP)                                  |    | z  |    | a  | z  |    |    |    | z  | z  | a  | z  |    |    |    |    | 5                 |
|                   | Familien-Partei Deutschlands (FAMILIE)                                  |    | z  |    |    |    |    |    |    |    | z  | z  | z  |    |    |    |    | 4                 |
|                   | Partei Bibeltreuer Christen (PBC)                                       | z  | z  |    |    | z  |    |    |    |    |    | z  |    | a  |    |    |    | 4                 |
|                   | Die Violetten                                                           | z  | z  | z  |    |    | a  |    |    |    |    | a  |    |    |    |    |    | 3                 |
|                   | Rentner Partei Deutschland (RENTNER)                                    |    | a  |    |    |    | z  |    |    |    | z  |    |    |    |    | z  |    | 3                 |
|                   | Partei für Soziale Gleichheit, Sektion der Vierten Internationale (PSG) |    |    | z  |    |    |    |    |    |    | z  |    |    |    |    |    |    | 2                 |
|                   | Ab jetzt…Demokratie durch Volksabstimmung (Volksabstimmung)             | z  |    |    |    |    |    |    |    |    | z  |    |    |    |    |    |    | 2                 |
|                   | Allianz der Mitte (ADM)                                                 | z  |    |    |    |    |    |    |    | a  |    |    |    |    |    |    |    | 1                 |
|                   | BP                                                                      |    | z  |    |    |    |    |    |    |    |    |    |    |    |    |    |    | 1                 |
|                   | Christliche Mitte (CM)                                                  |    | z  |    |    |    |    |    |    |    |    |    |    |    |    |    |    | 1                 |
|                   | Deutsche Kommunistische Partei (DKP)                                    |    |    | z  | a  |    |    |    |    |    |    |    |    |    |    |    |    | 1                 |
|                   | Freie Wähler Deutschland (FWD)                                          |    |    |    | z  |    |    |    |    |    |    |    |    |    |    |    |    | 1                 |
|                   | Deutsche Zentrumspartei (ZENTRUM)                                       |    |    |    |    |    |    |    |    |    | z  |    |    |    |    |    |    | 1                 |
| Anzahl zugelassen | Anzahl zugelassen                                                       | 17 | 19 | 16 | 12 | 12 | 11 | 12 | 9  | 12 | 19 | 13 | 10 | 9  | 9  | 10 | 10 |                   |

Am 6. August 2009 wies der Bundeswahlausschuss vier Beschwerden gegen Entscheidungen der Landeswahlausschüsse über die Nichtzulassung von Landeslisten zurück. Den betroffenen anerkannten und nicht anerkannten Parteien blieb nur der Weg des Wahlprüfungsverfahrens nach der Bundestagswahl. Das geltende Verfahren wurde von Rechtswissenschaftlern als rechtlich problematisch, einige der Entscheidungen als fehlerhaft kritisiert. Die Wahlprüfungsbeschwerde des Bundesvorsitzenden der PARTEI wurde im April 2011 vom Bundesverfassungsgericht verworfen.

## Personalentscheidungen der Parteien
Als erste Partei hatte sich die SPD offiziell auf einen Spitzenkandidaten festgelegt: Am 7. September 2008 nominierte der Parteivorstand Bundesaußenminister Frank-Walter Steinmeier als Kanzlerkandidaten, der sich nach dem Rücktritt seines Parteivorsitzenden Kurt Beck nur wenige Minuten zuvor selbst als Spitzenkandidat vorzustellen hatte. Frank-Walter Steinmeier wurde auf dem Sonderparteitag der SPD am 18. Oktober 2008 in Berlin von der Partei offiziell als Kanzlerkandidat bestätigt.
Angela Merkel trat erneut als Kanzlerkandidatin der CDU/CSU an und Guido Westerwelle als Spitzenkandidat der FDP. Bei Bündnis 90/Die Grünen wurden Fraktionschefin Renate Künast und ihr Stellvertreter Jürgen Trittin am 16. November 2008 als Führungsspitze für den Wahlkampf nominiert.
Bei der Linken hatte Parteichef Lothar Bisky 2005 angekündigt, nicht noch einmal für den Bundestag zu kandidieren. 2009 führten die Fraktionsvorsitzenden Gregor Gysi und Oskar Lafontaine, der gemeinsam mit Bisky auch den Parteivorsitz innehatte, die Partei erneut in den Bundestagswahlkampf. Sie wurden auf dem Parteitag der Linken am 21. Juni 2009 in Berlin bestätigt. Parallel dazu trat Lafontaine als Ministerpräsidentschaftskandidat für Die Linke im Saarland an. Die Landtagswahl fand einen Monat vor der Bundestagswahl statt.

## Koalitionsaussagen
Von den im alten Bundestag und nach den Umfragen auch im neuen Bundestag vertretenen Parteien gab es folgende Aussagen zu Koalitionen und Duldungen mit anderen Parteien:
- CDU/CSU und FDP einerseits und die Linke andererseits lehnten eine Koalition mit der jeweils anderen Seite auf überregionaler Ebene grundsätzlich ab.
- SPD-Kanzlerkandidat Frank-Walter Steinmeier schloss vor der Wahl mit Verweis auf die außen- und europapolitischen Positionen der Linken aus, sich mit Stimmen der Linken wählen zu lassen (Rot-rot-grüne Koalition).[24]
- Die Linke schloss ihrerseits eine Koalition mit der SPD auf Bundesebene aufgrund außenpolitischer (Afghanistaneinsatz) und innenpolitischer (Hartz IV) Differenzen aus.[25][26]
- Die Unionsparteien favorisierten eine schwarz-gelbe Koalition vor der bestehenden großen Koalition.
- Die FDP schloss eine Woche vor der Wahl am 20. September auf einem Sonderparteitag in Potsdam-Babelsberg auch auf Drängen der CDU eine Koalition mit Grünen und SPD (Ampelkoalition) aus.[27]
- Die Grünen schlossen eine Jamaika-Koalition aus. Eine Ampelkoalition mit SPD und FDP, eine rot-rot-grüne Koalition mit SPD und Linkspartei sowie eine reine schwarz-grüne Koalition mit der Union wurden hingegen nicht ausgeschlossen, auch wenn letztere Möglichkeit aufgrund der Prognosen als unwahrscheinlich angesehen wurde.[28]

Durch diese vielseitigen Ausschlüsse verblieben vor der Wahl für die wahrscheinlichen Wahlausgänge nur die Optionen schwarz-gelbe Koalition und große Koalition, sofern sich die Parteien an ihre Beschlusslagen bzw. die Aussagen ihrer Spitzenkandidaten halten würden.
Von journalistischen Wahlbeobachtern und politischen Kommentatoren wurden diese Koalitionsaussagen vor der Wahl kritisiert. Das ARD-Hauptstadtstudio bemängelte in einem Kommentar eine „Ausschließeritis“ in der Parteienlandschaft und sah den Sinn von Wahlen gefährdet, da allzu rigide, selbstauferlegte Koalitionsbeschränkungen den demokratischen „Wettstreit der Ideen“ in den Hintergrund treten ließen. Die Süddeutsche Zeitung kommentierte, die Bundestagsparteien befänden sich nun erneut wie schon nach der Landtagswahl in Hessen im Jahr 2008, die unter anderem aufgrund einer solchen Blockadesituation im Parteiensystem wiederholt werden musste, in der „Ypsilanti-Falle“, und würden sich nun an ihren eigenen, damals gegenseitig gegebenen Appell an die grundsätzliche wechselseitige Koalitionsfähigkeit aller Parteien nicht mehr halten.

## Wahlprogramme der Parteien

### Steuersystem
CDU/CSU

Im CDU-Wahlprogramm 2009 wird bei der Einkommensteuer eine Senkung des Eingangssteuersatzes in zwei Schritten auf zunächst 13 Prozent und dann 12 Prozent gefordert. Zur Höhe des Grundfreibetrages gibt es keine Aussage. Der zweithöchste Grenzsteuersatz soll unverändert bei 42 Prozent bleiben und in zwei Schritten soll der Eckwert, ab dem dieser Grenzsteuersatz greift, zunächst auf 55.000 Euro und dann auf 60.000 Euro angehoben werden. Der Tarifverlauf dazwischen soll so korrigiert werden, dass der so genannte „Mittelstandsbauch“ abgebaut wird.
Das Ehegattensplitting soll voll erhalten bleiben. Im Sinne eines Familiensplittings soll der Kinderfreibetrag auf 8.004 Euro angehoben werden. Präzise Angaben hierzu werden nicht gemacht.
Verbindliche Aussagen zur Umsatzsteuer sind im Wahlprogramm 2009 nicht enthalten.
Im Wahlprogramm 2009 vertritt die CSU im Wesentlichen die gleichen Inhalte wie die CDU. Noch im Wahlprogramm 2005 gab es hier Abweichungen, weil die CSU weiter den linear-progressiven Tarifverlauf verfolgte, jedoch bei der CDU die Stufentarifmodelle nach Kirchhof oder Merz im Vordergrund standen.
SPD

Im SPD-Wahlprogramm 2009 wird bei der Einkommensteuer eine Absenkung des Eingangssteuersatzes von bislang 14 Prozent auf 10 Prozent gefordert. Der Tarifverlauf soll so umgestaltet werden, dass bis zu einem zu versteuernden Einkommen von 52.882 Euro (Verheiratete 105.764 Euro) gegenüber dem Tarif 2010 eine Entlastung eintritt. Präzise Angaben hierzu werden nicht gemacht.
Verbindliche Aussagen zur Umsatzsteuer sind im Wahlprogramm 2009 nicht enthalten.
FDP

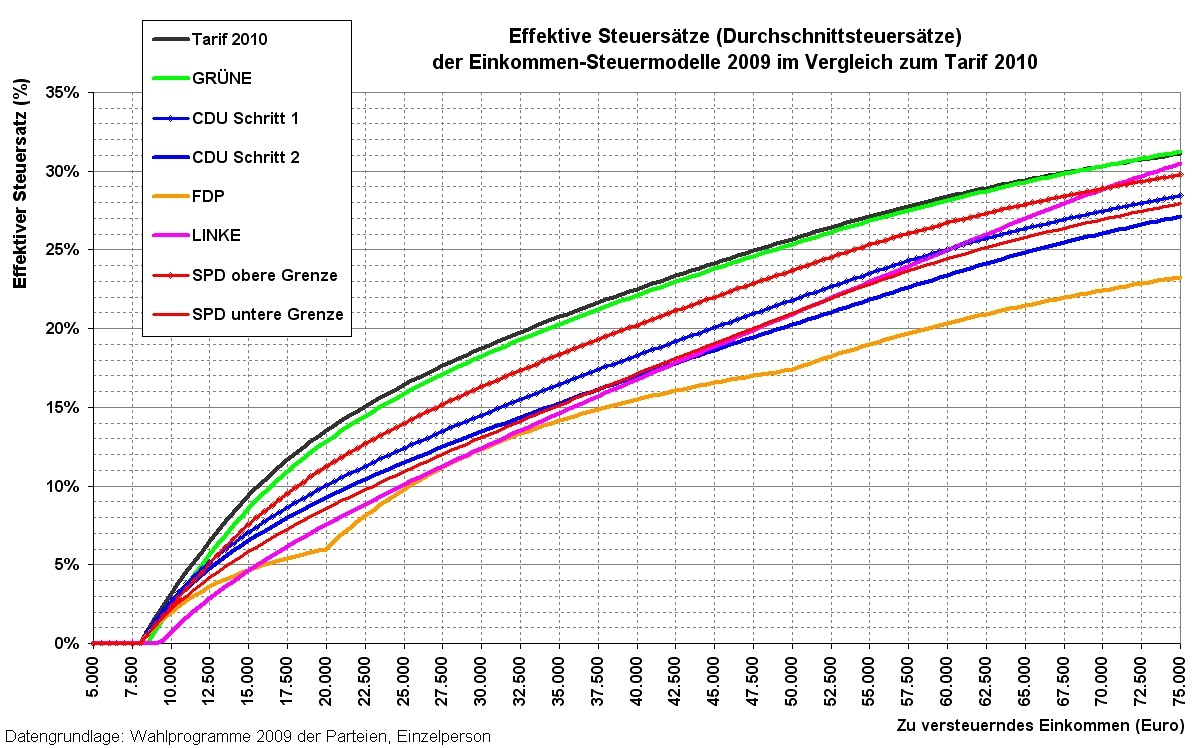
Verlauf der Durchschnittssteuersätze der Steuermodelle der Parteien im Vergleich zum Tarif 2010

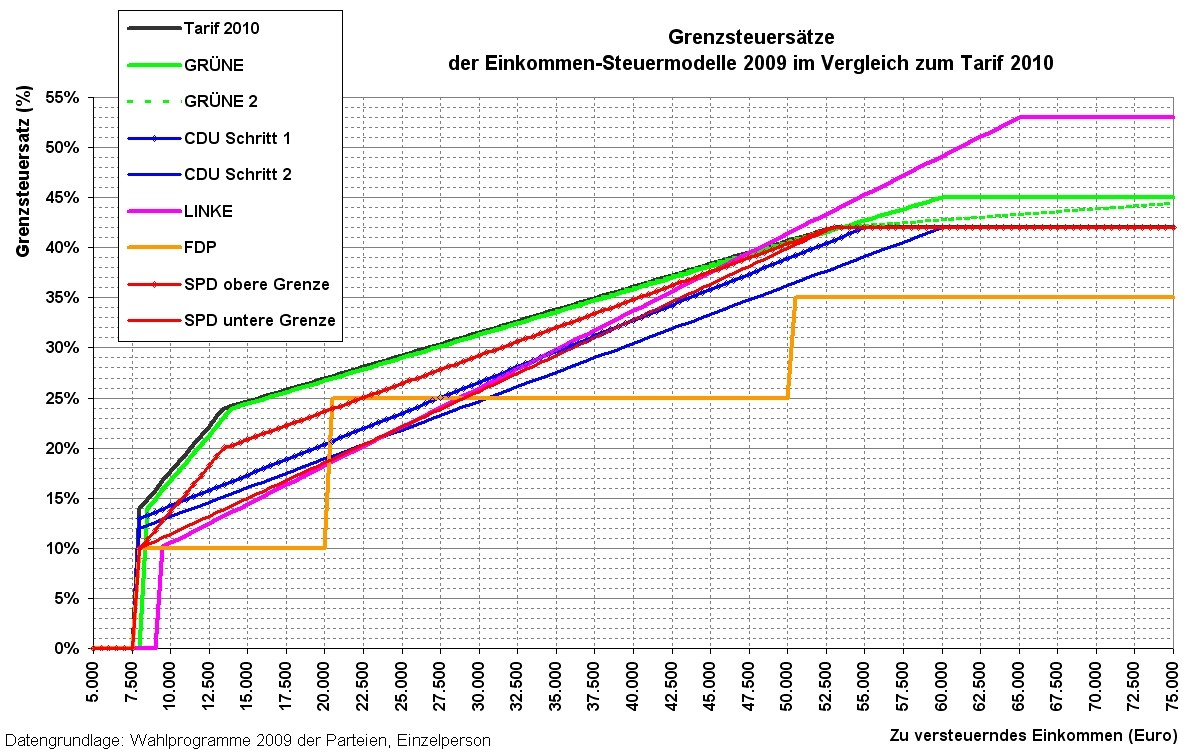
Verlauf der Grenzsteuersätze der Steuermodelle der Parteien im Vergleich zum Tarif 2010

Im FDP-Wahlprogramm 2009 wird bei der Einkommensteuer ein Stufentarif gefordert. Sowohl für Erwachsene als auch für Kinder soll ein einheitlicher Grundfreibetrag von 8.004 Euro pro Person gelten. Für Einkommen, das den Grundfreibetrag übersteigt, gilt für die ersten 20.000 Euro zu versteuerndem Einkommen ein Steuersatz von 10 Prozent, für Einkommensteile zwischen 20.000 Euro und 50.000 Euro ein Steuersatz von 25 Prozent, für Einkommensteile ab 50.000 Euro ein Steuersatz von 35 Prozent.
Betrachtet man den Verlauf des Durchschnittsteuersatzes, so tritt für alle Einkommensgruppen eine deutliche Entlastung ein, wobei höhere Einkommen auch eine höhere Entlastung erhalten.
Bei der Umsatzsteuer soll geregelt werden, dass bei einer Rechnung die Umsatzsteuer erst nach dem Zahlungseingang abzuführen ist.
GRÜNE

Im Bündnis 90/Die GRÜNEN-Wahlprogramm 2009
wird bei der Einkommensteuer eine Anhebung des Grundfreibetrages auf 8.500 Euro gefordert. Zusätzliche Entlastungen bei der Einkommensteuer werden im Hinblick auf strukturelle Defizite und wachsende Schulden nicht für vertretbar gehalten. Der Spitzensteuersatz soll auf 45 % angehoben werden. Dieser Spitzensteuersatz soll durch eine lineare Verlängerung des Tarifverlaufes, aber erst bei einem höheren Einkommen wirksam werden. Präzise Angaben hierzu werden nicht gemacht.
Das Ehegattensplitting, das die Ehe fördert und nicht das Leben mit Kindern, soll zur Individualbesteuerung weiter entwickelt werden.
Verbindliche Aussagen zur Umsatzsteuer sind im Wahlprogramm 2009 nicht enthalten.
Bereits im Wahlprogramm 2005 wurden weitere Steuerentlastungen abgelehnt. Angesichts der Lage der öffentlichen Haushalte sei eine Stabilisierung der Steuereinnahmen erforderlich.
LINKE

Im LINKE-Wahlprogramm 2009 wird bei der Einkommensteuer eine Anhebung des Grundfreibetrages auf 9.300 Euro, eine Abschaffung des Ehegattensplittings und Einführung der Einzelbesteuerung gefordert. Der Eingangssteuersatz soll auf 10 Prozent gesenkt werden. Der Spitzensteuersatz (oberer Grenzsteuersatz) soll auf 53 Prozent angehoben und bei einem oberen Eckwert von 65.000 Euro greifen.
Betrachtet man den Verlauf des Durchschnittsteuersatzes, so tritt für niedrige und mittlere Einkommensgruppen eine deutliche Entlastung ein, für höhere Einkommen entsteht eine ebenso deutliche Mehrbelastung.
Bei der Körperschaftsteuer soll die Senkung des Körperschaftsteuersatzes von 25 % auf 15 % rückgängig gemacht und die Bemessungsgrundlage verbreitert werden.
Die Vermögensteuer soll wieder eingeführt werden, indem Privatvermögen von über einer Million Euro mit mindestens fünf Prozent besteuert werden.
Bei der Umsatzsteuer soll der ermäßigte Steuersatz von derzeit 7 % auf andere Tatbestände (wie Hotellerie und Gastronomie) ausgeweitet werden. Für kleine Unternehmen und Selbstständige soll geregelt werden, dass bei einer Rechnung die Umsatzsteuer erst nach dem Zahlungseingang abzuführen ist.

### Arbeitsmarkt
CDU/CSU

Im CDU-Wahlprogramm 2009 wird die Beibehaltung der Hinzuverdienstregeln für Bezieher von Grundsicherung und die Mini-Jobs gefordert. Bei der Höhe der Löhne soll auf staatliche Eingriffe weitgehend verzichtet werden. Somit sollen auch keine weiteren Mindestlöhne vorgegeben werden.
SPD

Im SPD-Wahlprogramm 2009 wird ein allgemeiner Mindestlohn von 7,50 Euro pro Stunde gefordert. Außerdem sollen die Arbeitnehmerrechte (Kündigungsschutz, Betriebsrat, Insolvenzschutz, Mitbestimmung) mindestens auf dem aktuellen Niveau erhalten werden. Insgesamt soll der Arbeitsmarkt im Hinblick auf eine sogenannte „gute Arbeit“ wieder etwas stärker reguliert werden.
FDP

Im FDP-Wahlprogramm 2009 wird gefordert, alle aus Steuern finanzierten Sozialleistungen zu einer einzigen Transferleistung zusammenzufassen. Dieses sogenannte „Bürgergeld“ soll stärker pauschalisiert und bei Ablehnung einer zumutbaren angebotenen Arbeit unverzüglich gekürzt werden. Mindestlöhne werden strikt abgelehnt.
GRÜNE

Im GRÜNE-Wahlprogramm 2009 wird an den Hartz-IV-Reformen grundsätzlich festgehalten, aber der Regelsatz des Arbeitslosengeldes II soll zunächst auf 420 Euro monatlich erhöht und eine Grundsicherung für Kinder nach deren individuellen Bedürfnissen eingeführt werden. Es wird ein Mindestlohn von 7,50 Euro pro Stunde gefordert. Die Sozialabgabenbelastung für Geringverdienende soll verringert werden und Mini-Jobs sollen entfallen.
LINKE

Im LINKE-Wahlprogramm 2009 wird die komplette Rücknahme der Arbeitsmarktreformen – insbesondere Hartz-IV – gefordert. Leiharbeit soll deutlich begrenzt und das Abdrängen in Scheinselbstständigkeit so weit wie möglich verhindert werden. Der Kündigungsschutz soll ausgeweitet und eine gesetzliche Höchstarbeitszeit von normalerweise 40 Stunden pro Woche eingeführt werden. Der Regelsatz des Arbeitslosengeldes II soll sofort auf 500 Euro monatlich angehoben und ein flächendeckender Mindestlohn von 8,82 Euro (wie in Frankreich) eingeführt werden, der in der nächsten Legislaturperiode auf 10 Euro pro Stunde erhöht werden soll.

### Gesundheitswesen
CDU/CSU

Im CDU-Wahlprogramm 2009 wird mehr Wahlfreiheit für die gesetzlich Versicherten gefordert. Zugleich sollen die Belastungen für diesen Personenkreis begrenzt werden. Wie dies geschehen soll, wird nicht erläutert. Das früher von der Union geplante einkommensunabhängige Beitragssystem (Kopfpauschale) wird im Wahlprogramm nicht erwähnt.
SPD

Im SPD-Wahlprogramm 2009 wird gefordert, die gesetzliche Kranken- und Pflegeversicherung zu einer „Bürgerversicherung“ umzubauen. Sie soll Selbstständige und Beamte mit einbeziehen und alle Einkünfte mit Beiträgen belegen. Außerdem soll zur paritätischen Beitragsfinanzierung von Arbeitgebern und Arbeitnehmern zurückgekehrt werden.
FDP

Im FDP-Wahlprogramm 2009 wird eine weitgehende Privatisierung des Gesundheits- und Pflegesystems gefordert. Ziel ist der Ausstieg aus dem Umlagesystem und die Einführung eines kapitalgedeckten Systems. Dieses soll als Prämiensystem mit sozialem Härteausgleich gestaltet werden. Außer für die Kosten für die Kinder als gesamtgesellschaftliche Aufgabe soll kein sozialer Ausgleich mehr erfolgen.
GRÜNE

Im GRÜNE-Wahlprogramm 2009 wird die Weiterentwicklung des Gesundheitsfonds zu einer „Bürgerversicherung“ gefordert. Ziel ist es, die bestehende „Zwei-Klassen-Medizin“ zu überwinden, wobei zu diesem Zweck auch das Anheben der Beitragsbemessungsgrenze angestrebt wird.
LINKE

Im LINKE-Wahlprogramm 2009 wird ebenfalls eine „Bürgerversicherung“ gefordert. Darüber hinaus sollen die Beitragsbemessungs- und Pflichtversicherungsgrenzen aufgehoben und die Sonderbeiträge für Arbeitnehmer abgeschafft werden. Der Leistungskatalog der gesetzlichen Krankenkassen soll ausgebaut und die Zuzahlungen sowie die Praxisgebühr abgeschafft werden.

### Alterssicherung
CDU/CSU

Im CDU-Wahlprogramm 2009 wird die Beibehaltung des Drei-Säulen-Systems aus gesetzlicher Rente, betrieblicher und privater Vorsorge in seiner derzeitigen Ausprägung gefordert. An der Rente mit 67 wird ohne Einschränkung festgehalten. Zur Vermeidung von Altersarmut soll eine bedarfsabhängige und steuerfinanzierte Rente oberhalb der Armutsgrenze für langjährig Beschäftigte eingeführt werden. „Gerechtigkeitslücken“ bei der gesetzlichen Rente sollen geschlossen werden, beispielsweise durch eine bessere Berücksichtigung von Kindererziehungszeiten. Eine Ausweitung des Personenkreises, der in die obligatorische Rentenversicherung einzahlt, lehnt die CDU ab.
SPD

Im SPD-Wahlprogramm 2009 wird ebenfalls die Beibehaltung des Drei-Säulen-Systems gefordert, aber es wird zugleich betont, dass armutsfeste Renten entsprechende existenzsichernde Beiträge und Erwerbsbiografien ohne wesentliche Lücken erfordern. Die gesetzliche Rentenversicherung soll zu einer Versicherung für alle Erwerbstätigen ausgebaut werden. Selbstständige sollen in die obligatorische gesetzliche Rentenversicherung einbezogen werden, sofern für sie keine vergleichbare verpflichtende Altersvorsorge existiert. Die SPD hält an der Rente mit 67 fest, will aber Wege für flexible Übergänge in den Ruhestand schaffen.
FDP

Im FDP-Wahlprogramm 2009 wird die Verschiebung der Schwerpunkte in Richtung private und betriebliche kapitalgedeckte Vorsorge gefordert. Angesichts der demografischen Veränderung soll die gesetzliche Rente in Zukunft nur noch eine Grundversorgung bieten. Eine Erwerbstätigenversicherung lehnt die FDP strikt ab. Sie spricht sich aber für die Einbeziehung aller Bürger in die Riesterförderung aus.
GRÜNE

Im GRÜNE-Wahlprogramm 2009 wird die Bündelung diverser Formen von betrieblicher und privater Vorsorge auf einem „Altersvorsorgekonto“ und die stärkere Konzentration der staatlichen Förderung auf den unteren Einkommensbereich gefordert. Am Nebeneinander von gesetzlicher, betrieblicher und privater Altersvorsorge wird festgehalten. Die Rentenversicherung soll zu einer „Bürgerversicherung“ ausgebaut werden. In Verbindung mit dem steuerfinanzierten Aufstocken unzulänglicher Rentenansprüche auf eine Mindestrente soll Altersarmut verhindert werden.
LINKE

Im LINKE-Wahlprogramm 2009 wird die Streichung aller seit 1992 in die Rentenformel eingebauten Faktoren gefordert. Einer drohenden Altersarmut soll mit einem Mindesteinkommen von monatlich 800 Euro entgegengewirkt werden. Außerdem soll die gesetzliche Rentenversicherung zu einer solidarischen Erwerbstätigenversicherung ausgebaut werden. Das bedeutet eine allgemeine Versicherungspflicht, Berücksichtigung aller Einkunftsarten und keine Beitragsbemessungsgrenze mehr, aber eine Höchstgrenze bei der auszuzahlenden Rente. Die Rente mit 67 will die LINKE abschaffen sowie flexible und abschlagsfreie Ausstiegsmöglichkeiten ermöglichen.

### Energiepolitik
CDU/CSU

Die Unionsparteien widmen etwa am Ende des ersten Drittels in ihrem Wahlprogramm einen Abschnitt mit dem Titel „Energie – sicher, sauber und bezahlbar“ der Erklärung ihrer Vorhaben in der Energiepolitik. Darin wird die Kernenergie als unverzichtbare Brückentechnologie verstanden. Grund sei ein Mangel an klimafreundlichen und kostengünstigen Alternativen. Angestrebt werden solle deshalb eine Laufzeitverlängerung für die „sicheren deutschen Anlagen“, der Neubau von Kernkraftwerken wird aber abgelehnt. Der überwiegende Teil des Gewinns, der den Energieversorgungsunternehmen durch den Fortbetrieb der Anlagen entstehe, solle „nach einer verbindlichen Vereinbarung“ mit den Betreibern „zur Forschung im Bereich der Energieeffizienz und der erneuerbaren Energien sowie zur Senkung der Strompreise“ eingesetzt werden.
In der Frage der Endlagerung radioaktiver Abfälle aus der Kernenergienutzung fordern CDU und CSU eine schnellstmögliche Aufhebung des Gorleben-Moratoriums, das im Jahr 2000 von der damaligen rot-grünen Bundesregierung beschlossen wurde und die Erkundung des Salzstocks Gorleben als mögliches Endlager radioaktiver Abfälle vorerst beendete.
Die Nutzung fossiler Energieträger sei unumgänglich, dies müsse effizient und klimafreundlich geschehen. Der Technologie der CO2-Abscheidung und -Speicherung bescheinigen die Parteien dazu einen „wichtigen Beitrag“.
Außerdem sollen die vier bestehenden Netzregelzonen zu einem einheitlichen „deutschen Netzregelsystem“ verbunden werden. Eine staatliche Beteiligung daran wird als nicht zielführend betrachtet. „Akzeptanzproblemen“, die an verschiedenen Orten beim Aus- und Neubau von Netz- und Kraftwerken aufträten, müsse man mit „Aufklärungsarbeit über Energiepolitische Zusammenhänge“ begegnen.
SPD

Die SPD befasst sich in ihrem Wahlprogramm ebenfalls im ersten Drittel im Abschnitt „Deutschland als Pionier für nachhaltige Energiepolitik und Mobilität“ mit energiepolitischen Vorschlägen. Darin wird das Ziel formuliert, bis zum Jahr 2020 mindestens 35 Prozent und im Jahr 2030 50 Prozent der Stromerzeugung mithilfe Erneuerbarer Energien zu bewältigen. Zur Senkung des Kohlendioxid-Ausstoßes müsse in die Modernisierung der Kohle- und Gaskraftwerke investiert werden. Die Treibhausgasemissionen sollen bis zum Jahr 2020 verglichen mit dem Jahr 1990 um 40 Prozent gesenkt werden.

## Umfragen vor der Wahl

Verlauf der Umfragen seit der Wahl 2005

Nach der Bundestagswahl 2005 kamen die Umfrageinstitute wegen des großen Unterschiedes zwischen ihrer Prognose und dem Ergebnis – speziell bei der Union – in die Kritik. 2009 schienen die letzten Umfrageergebnisse näher am vorläufigen Endergebnis gelegen zu haben. Die großen Volksparteien wurden jedoch abermals etwas überschätzt.
| Institut                    | Datum              | CDU/CSU | SPD    | GRÜNE  | FDP    | DIE LINKE | Sonstige |
| --------------------------- | ------------------ | ------- | ------ | ------ | ------ | --------- | -------- |
| Ergebnis der Bundestagswahl | 27. September 2009 | 33,8 %  | 23,0 % | 10,7 % | 14,6 % | 11,9 %    | 6,0 %    |
| Forsa                       | 25. September 2009 | 33 %    | 25 %   | 10 %   | 14 %   | 12 %      | 6 %      |
| INFO GmbH                   | 23. September 2009 | 34 %    | 27 %   | 10 %   | 12 %   | 12 %      | 5 %      |
| Allensbach                  | 22. September 2009 | 35 %    | 24 %   | 11 %   | 13,5 % | 11,5 %    | 5 %      |
| Forschungsgruppe Wahlen     | 18. September 2009 | 36 %    | 25 %   | 10 %   | 13 %   | 11 %      | 5 %      |
| GMS                         | 18. September 2009 | 36 %    | 25 %   | 11 %   | 13 %   | 11 %      | 4 %      |
| Infratest dimap             | 17. September 2009 | 35 %    | 26 %   | 10 %   | 14 %   | 11 %      | 4 %      |
| Emnid                       | 3. September 2009  | 34 %    | 26 %   | 11 %   | 14 %   | 11 %      | 4 %      |

## Kanzlerduell
Zwei Wochen vor der Bundestagswahl, am 13. September, fand ein Fernsehduell zwischen Bundeskanzlerin Merkel und SPD-Kanzlerkandidat Steinmeier statt – das sogenannte Kanzlerduell. Übertragen wurde es in Koproduktion des Ersten, des ZDF, RTL und Sat.1. Es wurde von Frank Plasberg (ARD), Maybrit Illner (ZDF), Peter Kloeppel (RTL) und Peter Limbourg (Sat.1) moderiert. Im Radio wurde das Kanzlerduell wegen der ablehnenden Haltung der beiden privaten Sendeanstalten nicht live übertragen, worauf mehrere namhafte Radiosender starke Kritik ausübten.
Die Oppositionsparteien hatten das Kanzlerduell im Vorfeld kritisiert, da sie nicht an der Fernsehdebatte teilnehmen konnten.

## Wahlberechtigte
Insgesamt waren 62.168.489 Bürger zur Wahl aufgerufen. Deren Alters- und Geschlechtsstruktur stellte sich (laut Prognose) wie folgt dar:
| Alter in Jahren | männlich (in Mio.) | weiblich (in Mio.) | insgesamt (in Mio.) | Anteil an der Gesamtzahl der Wahlberechtigten |
| --------------- | ------------------ | ------------------ | ------------------- | --------------------------------------------- |
| 18–20           | 1,3                | 1,3                | 2,6                 | 4,2 %                                         |
| 21–29           | 3,9                | 3,7                | 7,6                 | 12,2 %                                        |
| 30–39           | 4,3                | 4,2                | 8,5                 | 13,7 %                                        |
| 40–49           | 6,5                | 6,3                | 12,8                | 20,6 %                                        |
| 50–59           | 5,3                | 5,3                | 10,6                | 17,0 %                                        |
| 60–69           | 4,2                | 4,5                | 8,7                 | 14,0 %                                        |
| 70 und mehr     | 4,5                | 6,9                | 11,4                | 18,3 %                                        |
| Insgesamt       | 30,0               | 32,2               | 62,2                | 100,0 %                                       |

Etwa neun Prozent der Wahlberechtigten zur Bundestagswahl 2009 hatten einen Migrationshintergrund.

## Ergebnis
Gewinner der Wahl waren die Oppositionsparteien der vorangegangenen Wahlperiode: Die FDP fuhr mit 14,56 Prozent das höchste Bundestagswahlergebnis ihrer Parteigeschichte ein. Die Linke erreichte mit 11,88 Prozent ihr bis heute bestes Ergebnis, die Grünen erreichten mit 10,71 Prozent einen bis 2021 gültigen Rekordwert. Hingegen beliefen sich die Verluste der SPD auf über 11,2 Prozentpunkte, was den größten Verlust an Prozentpunkten für eine Partei bei einer Bundestagswahl überhaupt darstellt. Mit nur 23,03 Prozent der Wählerstimmen verzeichnete die Partei damit das bis dato schlechteste Bundestagswahlergebnis ihrer Geschichte. Während die CDU relativ stabil blieb (− 0,51 Prozentpunkte), trug vor allem das schlechte Abschneiden der CSU (− 0,86 Prozentpunkte bundesweit; − 6,7 Prozentpunkte in Bayern, dem einzigen Land, in dem sie antritt) zu den Verlusten der Union bei. Die Wahlbeteiligung erreichte mit 70,78 Prozent einen historischen Tiefstand. Die Anzahl der Überhangmandate stieg auf den Rekordwert von 24. Eine Mehrheit im insgesamt 622 Abgeordnete zählenden 17. Deutschen Bundestag ergibt sich damit ab 312 Stimmen. Die von CDU, CSU und FDP gebildete Koalition verfügt über 332 Stimmen.
Die Überhangmandate führten zur folgenden kuriosen Situation: SPD, Grüne und FDP hatten zusammen 48,3 % der Zweitstimmen, CDU/CSU und Linke hatten zusammen 45,7 % der Zweitstimmen. Demnach stünden der SPD, Grünen und FDP 51,38 %, der CDU/CSU und den Linken 48,62 % der Mandate zu. Tatsächlich hatten CDU/CSU und Linke gemeinsam 315 Mandate, während SPD, Grüne und FDP nur auf 307 Mandate kamen. Das sind 2,6 % weniger Zweitstimmen, aber 8 Mandate mehr. „Die FDP hat deshalb keine Chance, die Seiten zu wechseln. Und für die SPD gibt es keine rechnerische Möglichkeit, den Kanzler zu stellen.“

### Gesamtergebnis
| Listen                       | Listen               | Erststimmen | Erststimmen | Erststimmen | Erststimmen | Zweitstimmen | Zweitstimmen | Zweitstimmen | Zweitstimmen | Mandate | Mandate |
| Listen                       | Listen               | Stimmen     | %           | +/-         | Mandate     | Stimmen      | %            | +/-          | Mandate      | Anzahl  | +/-     |
| ---------------------------- | -------------------- | ----------- | ----------- | ----------- | ----------- | ------------ | ------------ | ------------ | ------------ | ------- | ------- |
|                              | CDU                  | 13.856.674  | 32,0        | -0,6        | 173         | 11.828.277   | 27,3         | -0,5         | 21           | 194     | +14     |
|                              | SPD                  | 12.079.758  | 27,9        | -10,5       | 64          | 9.990.488    | 23,0         | -11,2        | 82           | 146     | -76     |
|                              | FDP                  | 4.076.496   | 9,4         | +4,7        | —           | 6.316.080    | 14,6         | +4,7         | 93           | 93      | +32     |
|                              | DIE LINKE            | 4.791.124   | 11,1        | +3,1        | 16          | 5.155.933    | 11,9         | +3,2         | 60           | 76      | +22     |
|                              | GRÜNE                | 3.977.125   | 9,2         | +3,8        | 1           | 4.643.272    | 10,7         | +2,6         | 67           | 68      | +17     |
|                              | CSU                  | 3.191.000   | 7,4         | -0,9        | 45          | 2.830.238    | 6,5          | -0,9         | —            | 45      | -1      |
|                              | PIRATEN              | 46.770      | 0,1         | N/A         | —           | 847.870      | 2,0          | N/A          | —            | —       | –       |
|                              | NPD                  | 768.442     | 1,8         | ±0,0        | —           | 635.525      | 1,5          | -0,1         | —            | —       | –       |
|                              | Die Tierschutzpartei | 16.887      | 0,0         | ±0,0        | —           | 230.872      | 0,5          | +0,3         | —            | —       | –       |
|                              | REP                  | 30.061      | 0,1         | ±0,0        | —           | 193.396      | 0,4          | -0,1         | —            | —       | –       |
|                              | ödp                  | 105.653     | 0,2         | +0,1        | —           | 132.249      | 0,3          | +0,2         | —            | —       | –       |
|                              | FAMILIE              | 17.848      | 0,0         | -0,1        | —           | 120.718      | 0,3          | -0,1         | —            | —       | –       |
|                              | RRP                  | 37.946      | 0,1         | N/A         | —           | 100.605      | 0,2          | N/A          | —            | —       | –       |
|                              | RENTNER              | –           | –           | N/A         | —           | 56.399       | 0,1          | N/A          | —            | —       | –       |
|                              | BP                   | 32.324      | 0,1         | ±0,0        | —           | 48.311       | 0,1          | ±0,0         | —            | —       | –       |
|                              | DVU                  | –           | –           | N/A         | —           | 45.752       | 0,1          | N/A          | —            | —       | –       |
|                              | PBC                  | 12.052      | 0,0         | -0,1        | —           | 40.370       | 0,1          | -0,1         | —            | —       | –       |
|                              | BüSo                 | 34.894      | 0,1         | ±0,0        | —           | 38.706       | 0,1          | ±0,0         | —            | —       | –       |
|                              | DIE VIOLETTEN        | 5.794       | 0,0         | ±0,0        | —           | 31.957       | 0,1          | -0,1         | —            | —       | –       |
|                              | MLPD                 | 17.512      | 0,0         | ±0,0        | —           | 29.261       | 0,1          | ±0,0         | —            | —       | –       |
|                              | Volksabstimmung      | 2.550       | 0,0         | ±0,0        | —           | 23.015       | 0,1          | ±0,0         | —            | —       | –       |
|                              | FWD                  | –           | –           | N/A         | —           | 11.243       | 0,0          | N/A          | —            | —       | –       |
|                              | CM                   | –           | –           | ±0,0        | —           | 6.826        | 0,0          | N/A          | —            | —       | –       |
|                              | ZENTRUM              | 369         | 0,0         | ±0,0        | —           | 6.087        | 0,0          | ±0,0         | —            | —       | –       |
|                              | PSG                  | –           | –           | N/A         | —           | 2.957        | 0,0          | ±0,0         | —            | —       | –       |
|                              | ADM                  | 396         | 0,0         | N/A         | —           | 2.889        | 0,0          | N/A          | —            | —       | –       |
|                              | DKP                  | 929         | 0,0         | N/A         | —           | 1.894        | 0,0          | N/A          | —            | —       | –       |
|                              | Freie Union          | 6.121       | 0,0         | N/A         | —           | –            | –            | N/A          | —            | —       | –       |
|                              | Übrige               | 139.275     | 0,3         | ±0,0        | —           | –            | –            | –            | —            | —       | –       |
| Gesamt                       | Gesamt               | 43.248.000  | 100         |             | 299         | 43.371.190   | 100          |              | 323          | 622     | +8      |
|                              |                      |             |             |             |             |              |              |              |              |         |         |
| Ungültige Stimmen            | Ungültige Stimmen    | 757.575     | 1,7         | –0,1        |             | 634.385      | 1,4          | –0,1         |              |         |         |
| Wähler                       | Wähler               | 44.005.575  | 70,8        | –6,9        |             | 44.005.575   | 70,8         | –6,9         |              |         |         |
| Wahlberechtigte              | Wahlberechtigte      | 62.168.489  |             |             |             | 62.168.489   |              |              |              |         |         |
|                              |                      |             |             |             |             |              |              |              |              |         |         |
| Quelle: Der Bundeswahlleiter |                      |             |             |             |             |              |              |              |              |         |         |

- Überhangmandate: 24, davon 21 CDU (1 in Schleswig-Holstein, 1 in Thüringen, 1 in Saarland, 2 in Mecklenburg-Vorpommern, 2 in Rheinland-Pfalz, 4 in Sachsen und 10 in Baden-Württemberg) und 3 CSU (in Bayern).

### Ergebnisse nach Bundesländern
Den Unionsparteien gelang auch in den meisten Bundesländern ein deutlicher Sieg. Erstmals seit 1983 lag die CDU auch in Nordrhein-Westfalen und dem Saarland wieder vor den Sozialdemokraten. Die SPD verlor insbesondere in Berlin, wo sie von 34 % auf nur noch 20 % fiel und damit knapp hinter den Linken abschnitt. In Mecklenburg-Vorpommern verlor sie bei einem Minus von 15 Prozentpunkten gar fast die Hälfte ihrer Wählerschaft. In Sachsen erreichte die SPD keine 15 % der Zweitstimmen. Die Linke konnte ihre Ergebnisse in allen Bundesländern ausbauen und erreichte in Sachsen-Anhalt ein Ergebnis von über 30 %. Neben Sachsen-Anhalt wurde sie zugleich stärkste Partei nach Zweitstimmen in Brandenburg. Dies stellte auch ein Novum dar, denn bei den bisherigen Bundestagswahlen war es bisher nur CDU, CSU und SPD gelungen, die meisten Stimmen in einem Bundesland für sich zu beanspruchen. Die FDP schnitt mit ihrem besten Ergebnis in Baden-Württemberg ab; 18,8 % sind für den dortigen Landesverband auch das bisher beste Ergebnis bei Bundestagswahlen. Bündnis 90/Die Grünen erhielt erstmals in allen 16 Bundesländern ein Ergebnis oberhalb der 5-Prozent-Marke. NPD und Piraten schafften dies hingegen in keinem Bundesland, wobei die NPD in Sachsen 4,0 % erreichte und die Piraten ihren Spitzenwert von 3,4 % in Berlin erreichten. Die Piratenpartei stellte in Sachsen keine Landesliste zur Wahl.
| Bundesland / Region         | Wahl- berechtigte | Wähler     | Wahl- beteiligung | CDU/CSU | CDU/CSU | SPD  | SPD   | FDP  | FDP   | Linke | Linke | Grüne | Grüne | Piraten | Piraten | NPD  | NPD   |
| Bundesland / Region         | Wahl- berechtigte | Wähler     | Wahl- beteiligung | Erst    | Zweit   | Erst | Zweit | Erst | Zweit | Erst  | Zweit | Erst  | Zweit | Erst    | Zweit   | Erst | Zweit |
| --------------------------- | ----------------- | ---------- | ----------------- | ------- | ------- | ---- | ----- | ---- | ----- | ----- | ----- | ----- | ----- | ------- | ------- | ---- | ----- |
| Baden-Württemberg           | 07.633.818        | 05.530.242 | 72,4              | 42,5    | 34,4    | 23,7 | 19,3  | 11,9 | 18,8  | 06,4  | 07,2  | 12,8  | 13,9  | 0,2     | 2,1     | 1,6  | 1,1   |
| Bayern                      | 09.382.583        | 06.720.532 | 71,6              | 48,2    | 42,5    | 20,1 | 16,8  | 10,6 | 14,7  | 05,8  | 06,5  | 10,2  | 10,8  | 0,4     | 2,0     | 1,7  | 1,3   |
| Berlin                      | 02.471.665        | 01.752.839 | 70,9              | 26,3    | 22,8    | 24,3 | 20,2  | 07,2 | 11,5  | 20,7  | 20,2  | 17,4  | 17,4  | —       | 3,4     | 2,0  | 1,6   |
| Brandenburg                 | 02.128.715        | 01.425.302 | 67,0              | 24,8    | 23,6    | 28,7 | 25,1  | 07,2 | 09,3  | 29,7  | 28,5  | 05,5  | 06,1  | —       | 2,5     | 3,4  | 2,6   |
| Bremen                      | 00.487.978        | 00.343.027 | 70,3              | 27,4    | 23,9    | 36,0 | 30,2  | 07,2 | 10,6  | 12,7  | 14,3  | 14,4  | 15,4  | —       | 2,4     | 1,4  | 1,1   |
| Hamburg                     | 01.256.634        | 00.896.053 | 71,3              | 32,6    | 27,8    | 33,6 | 27,4  | 07,9 | 13,2  | 09,7  | 11,2  | 14,5  | 15,6  | —       | 2,6     | 1,0  | 0,9   |
| Hessen                      | 04.398.919        | 03.244.641 | 73,8              | 39,4    | 32,2    | 32,3 | 25,6  | 09,6 | 16,6  | 07,1  | 08,5  | 09,0  | 12,0  | 0,1     | 2,1     | 1,4  | 1,1   |
| Mecklenburg-Vorpommern      | 01.400.298        | 00.882.176 | 63,0              | 34,9    | 33,1    | 18,6 | 16,6  | 07,1 | 09,8  | 29,5  | 29,0  | 05,4  | 05,5  | —       | 2,3     | 3,4  | 3,3   |
| Niedersachsen               | 06.112.110        | 04.482.349 | 73,3              | 38,5    | 33,2    | 35,8 | 29,3  | 07,9 | 13,3  | 07,5  | 08,6  | 08,4  | 10,7  | 0,1     | 2,0     | 1,4  | 1,2   |
| Nordrhein-Westfalen         | 13.288.291        | 09.493.850 | 71,4              | 39,6    | 33,1    | 35,1 | 28,5  | 08,9 | 14,9  | 07,1  | 08,4  | 07,8  | 10,1  | —       | 1,7     | 1,2  | 0,9   |
| Rheinland-Pfalz             | 03.103.878        | 02.233.548 | 72,0              | 41,4    | 35,0    | 29,4 | 23,8  | 10,6 | 16,6  | 08,1  | 09,4  | 08,0  | 09,7  | 0,1     | 1,9     | 1,6  | 1,2   |
| Saarland                    | 00.808.554        | 00.596.194 | 73,7              | 35,7    | 30,7    | 31,3 | 24,7  | 07,2 | 11,9  | 18,4  | 21,2  | 05,3  | 06,8  | —       | 1,5     | 1,4  | 1,3   |
| Sachsen                     | 03.518.195        | 02.285.953 | 65,0              | 39,5    | 35,6    | 15,1 | 14,6  | 10,2 | 13,3  | 24,2  | 24,5  | 06,0  | 06,7  | —       | —       | 4,1  | 4,0   |
| Sachsen-Anhalt              | 02.028.572        | 01.226.721 | 60,5              | 32,3    | 30,1    | 19,8 | 16,9  | 07,8 | 10,3  | 32,0  | 32,4  | 04,6  | 05,1  | —       | 2,4     | 2,5  | 2,2   |
| Schleswig-Holstein          | 02.234.720        | 01.644.384 | 73,6              | 38,4    | 32,2    | 32,4 | 26,8  | 10,6 | 16,3  | 07,1  | 07,9  | 10,1  | 12,7  | —       | 2,1     | 1,1  | 1,0   |
| Thüringen                   | 01.913.559        | 01.247.764 | 65,2              | 33,1    | 31,2    | 20,7 | 17,6  | 07,7 | 09,8  | 29,1  | 28,8  | 05,1  | 06,0  | —       | 2,5     | 3,5  | 3,2   |
|                             |                   |            |                   |         |         |      |       |      |       |       |       |       |       |         |         |      |       |
| Alte Länder und West-Berlin | 50.140.690        | 36.222.043 | 72,2              | 32,0    | 26,7    | 29,6 | 24,1  | 09,7 | 15,4  | 07,2  | 08,3  | 09,8  | 11,5  | 0,1     | 2,0     | 1,4  | 1,1   |
| Neue Länder und Ost-Berlin  | 12.027.799        | 07.783.532 | 64,7              | 32,1    | 29,8    | 20,0 | 17,9  | 08,1 | 10,6  | 29,1  | 28,5  | 06,3  | 06,8  | —       | 1,9     | 3,4  | 3,1   |

### Ergebnisse nach Wahlkreisen
- Erststimmenmehrheiten in den Wahlkreisen
  - CDU: 173
  - SPD: 64
  - CSU: 45
  - Linke: 16
  - Grüne: 1
- Zweitstimmenmehrheiten in den Wahlkreisen
  - CDU: 182
  - SPD: 46
  - CSU: 45
  - Linke: 24
  - Grüne: 2

Erststimmenmehrheiten in den Wahlkreisen CDU: 173 SPD: 64 CSU: 45 Linke: 16 Grüne: 1
Zweitstimmenmehrheiten in den Wahlkreisen CDU: 182 SPD: 46 CSU: 45 Linke: 24 Grüne: 2
Wahlbeteiligung in den Wahlkreisen

### Zweitstimmenanteil der Parteien nach Wahlkreisen
Die folgenden Karten zeigen, mit welchem Zweitstimmenergebnis die Parteien mit mindestens einem Prozent Stimmenanteil in den einzelnen Wahlkreisen abgeschnitten haben.

Christlich Demokratische Union Deutschlands Christlich-Soziale Union in Bayern
Sozialdemokratische Partei Deutschlands
Freie Demokratische Partei
Die Linke
Bündnis 90/Die Grünen
Piratenpartei Deutschland
Nationaldemokratische Partei Deutschlands

### Ausschöpfungsquoten und Nichtwähleranteil
| Bundestagswahl 2009 mit NichtwähleranteilAusschöpfungsquoten der Parteien und Anteil der Nichtwähler %3020100 23,616,110,28,37,51,42,81,029,2 UnionSPDFDPLinkeGrünePiratenSonst.Ungült.Nichtw.Gewinne und Verlusteim Vergleich zu 2005 %p 8 6 4 2 0 −2 −4 −6 −8−10−12−3,3−10,1+2,7+1,6+1,3+1,4−0,2+6,9UnionSPDFDPLinkeGrünePiratenSonst.Ungült.Nichtw. |

## Regierungsbildung
| Parteien                      | Sitze |
| ----------------------------- | ----- |
| Absolute Mehrheit (312 Sitze) |       |
| Union, SPD                    | 385   |
| Union, FDP                    | 332   |
| Sitze gesamt                  | 622   |

Union und FDP kündigten zügige Koalitionsverhandlungen an, bei denen das Programm und die Zusammensetzung einer gemeinsamen Regierung ausgearbeitet werden sollten. Eine neue Regierung solle bis zum 9. November 2009 feststehen, so Angela Merkel. Frank-Walter Steinmeier kündigte für die SPD eine inhaltliche Neuorientierung und die kritische Auseinandersetzung mit den Ursachen der Wahlverluste an.
Knapp vier Wochen nach der Bundestagswahl präsentierten Bundeskanzlerin Angela Merkel, Guido Westerwelle und Horst Seehofer am 24. Oktober 2009 in Berlin einen Koalitionsvertrag mit dem Titel „Wachstum. Bildung. Zusammenhalt.“ Hauptaufgabe für die kommende Legislaturperiode sei die Überwindung der Wirtschaftskrise, die unter anderem durch die Verabschiedung eines Wachstumsbeschleunigungsgesetzes erreicht werden soll. Ferner waren Steuersenkungen in Höhe von 24 Milliarden Euro geplant.